# The Two Roses
The Two Roses er en amerikansk stumfilm fra 1910.

## Medvirkende
- Marie Eline som Tony
- Frank H. Crane som Tony Prolo
- Anna Rosemond